# 섐시 섭섭
섐시 섭섭(Shamcey Supsup, 1986년 5월 16일 ~ )은 필리핀의 미인 대회 우승자이다. 2011년 미스 필리핀 우승자이며 미스 유니버스 2011에서 필리핀 대표로 참가했다.